# Бруггер, Матиас
Матиас Бруггер (нем. Mathias Brugger; род. 6 августа 1992, Иллертиссен, Бавария) — немецкий легкоатлет, специализирующийся в многоборье. Бронзовый призёр чемпионата мира в помещении 2016 года в семиборье. Чемпион Германии.

## Биография
Начинал свой путь в спорте с футбола и гандбола, после чего по совету мамы в 15 лет пришёл в лёгкую атлетику.
Международный дебют Матиаса состоялся в 2010 году, когда он вышел на старт десятиборья на юниорском чемпионате мира. Однако из-за травмы ему пришлось закончить соревнования уже после пяти видов.
В 2011 году завоевал серебряную медаль на юниорском чемпионате Европы, установив личный рекорд в десятиборье — 7853 очка. Вслед за этим успехом в 19 лет отобрался на взрослый чемпионат Европы в 2012 году, где смог сделать только семь видов, после чего снялся с соревнований из-за травмы колена.
На протяжении следующего сезона был далёк от лучшей формы, постоянно испытывая проблемы с коленом, тазобедренным суставом, а также лечась от железистой лихорадки и сальмонеллёза. В конце 2013 года сменил клуб и тренера, перейдя к Кристоферу Халльману из Ульма.
Зимой 2015 года участвовал в чемпионате Европы в помещении, где стал 11-м в семиборье с суммой 5846 очков.
В 2016 году впервые в карьере набрал больше 6000 очков в семиборье на соревнованиях в Таллине — 6061. Спустя месяц на чемпионате мира в помещении в американском Портленде смог ещё раз улучшить личный рекорд — 6126 очков. Благодаря быстрому бегу на 1000 метров (2.34,10), ему удалось сохранить за собой третье место в борьбе с американцем Кёртисом Бичем и завоевать бронзовую медаль.
На чемпионате Европы 2016 года занял девятое место с суммой 7886 очков.
В мае 2017 года на соревнованиях в австрийском Гётцисе установил личный рекорд, 8294 очка, и отобрался на чемпионат мира. Однако повторить этот результат на мировом первенстве не удалось: Матиас снялся с соревнований после четырёх видов из-за травмы колена.
В 2014 году окончил обучение на финансового ассистента, но отклонил предложения о работе в пользу своей спортивной карьеры.

## Личные рекорды в отдельных видах десятиборья
| Дисциплина        | Результат | Год  |
| ----------------- | --------- | ---- |
| 100 м             | 10,89     | 2017 |
| Прыжок в длину    | 7,46 м    | 2010 |
| Толкание ядра     | 15,39 м   | 2015 |
| Прыжок в высоту   | 2,06 м    | 2016 |
| 400 м             | 47,29     | 2017 |
| 110 м с барьерами | 14,06     | 2017 |
| Метание диска     | 48,65 м   | 2010 |
| Прыжок с шестом   | 5,10 м    | 2016 |
| Метание копья     | 58,05 м   | 2016 |
| 1500 м            | 4.28,05   | 2010 |

## Основные результаты
| Год  | Турнир                         | Место проведения       | Дисциплина       | Место | Результат |
| ---- | ------------------------------ | ---------------------- | ---------------- | ----- | --------- |
| 2010 | Чемпионат мира среди юниоров   | Монктон, Канада        | десятиборье (юн) | —     | DNF       |
| 2011 | Чемпионат Европы среди юниоров | Таллин, Эстония        | десятиборье (юн) | 2-е   | 7853      |
| 2012 | Чемпионат Европы               | Хельсинки, Финляндия   | десятиборье      | —     | DNF       |
| 2015 | Чемпионат Европы в помещении   | Прага, Чехия           | семиборье        | 11-е  | 5846      |
| 2016 | Чемпионат мира в помещении     | Портленд, США          | семиборье        | 3-е   | 6126      |
| 2016 | Чемпионат Европы               | Амстердам, Нидерланды  | десятиборье      | 9-е   | 7886      |
| 2017 | Чемпионат Европы в помещении   | Белград, Сербия        | семиборье        | 9-е   | 5954      |
| 2017 | Hypo-Meeting                   | Гётцис, Австрия        | десятиборье      | 6-е   | 8294      |
| 2017 | Чемпионат мира                 | Лондон, Великобритания | десятиборье      | —     | DNF       |